# Fight for the Fallen 2019
Fight for the Fallen 2019 è stato un evento in pay-per-view di wrestling prodotto dalla All Elite Wrestling, svoltosi il 13 luglio 2019 al Daily Place di Jacksonville.

## Risultati
| #     | Match                                                                                    | Stipulazione         | Durata |
| ----- | ---------------------------------------------------------------------------------------- | -------------------- | ------ |
| BuyIn | Sonny Kiss ha sconfitto "Pretty" Peter Avalon (con Leva Bates)                           | Single match         | 5:10   |
| BuyIn | Bea Priestley e Shoko Nakajima hanno sconfitto Britt Baker e Riho                        | Tag team match       | 15:40  |
| 1     | MJF, Sammy Guevara e Shawn Spears hanno sconfitto Darby Allin, Jimmy Havoc e Joey Janela | 6-men tag team match | 13:15  |
| 2     | Brandi Rhodes (con Awesome Kong) ha sconfitto Allie                                      | Single match         | 11:00  |
| 3     | The Dark Order hanno sconfitto Angelico e Jack Evans e Jungle Boy e Luchasaurus          | 3-way tag team match | 15:15  |
| 4     | Adam Page ha sconfitto Kip Sabian                                                        | Single match         | 19:05  |
| 5     | I Lucha Brothers hanno sconfitto i SoCal Uncensored                                      | Tag team match       | 15:10  |
| 6     | Kenny Omega ha sconfitto Cima                                                            | Single match         | 22:30  |
| 7     | The Young Bucks hanno sconfitto Cody e Dustin Rhodes                                     | Tag team match       | 31:25  |